# Sint-Pancratiuskerk (Munstergeleen)
De Sint-Pancratiuskerk is de parochiekerk van Munstergeleen in de Nederlandse gemeente Sittard-Geleen, gelegen aan Kerkstraat 5-7.

## Gebouw
Deze kerk werd ontworpen door Nic. Ramakers en gebouwd in 1924-1925. Er bestond een voorganger met 15e-eeuwse toren, die elders gelegen was.
Het betreft een driebeukige bakstenen kruiskerk, met kenmerken van expressionisme. Kenmerkend zijn de driehoekige vensters, waarvan de opstaande zijden gebogen zijn. Het gebouw heeft een driezijdig gesloten koor en een ter rechterzijde van de voorgevel geplaatste vierkante toren die gedekt wordt door een tentdak.
De pastorie werd door dezelfde architect in dezelfde stijl ontworpen.

## Interieur
Het interieur wordt overwelfd door spitsbogen. De grote vensters hebben kleurige glas-in-loodramen met geometrische motieven, vervaardigd door Jacques Verheyen. Ook zijn er figuratieve glas-in-loodramen, van Joan Colette (1935). Deze verbeelden onder meer Karel Houben en Sint-Barbara, patrones van de mijnwerkers. De kerk bezit een biechtstoel van 1750. Er zijn enkele houten heiligenbeelden in art-decostijl en diverse andere kunstwerken. Er zijn grafkruisen van de 17e tot de 19e eeuw.
Het orgel stamt van 1832 en werd gebouwd door de firma Gebr. Franssen te Horst. Oorspronkelijk gebouwd voor de Heilige Luciakerk te Mierlo en werd in 1933 in de Sint-Pancratiuskerk geplaatst.